# Sigma
Програ́ма підтри́мки вдоскона́лення врядува́ння та ме́неджменту (SIGMA) — (англ. Support for Improvement in Governance and Management (Sígma) ) — це спільна ініціатива Європейського Союзу та Організації з економічного співробітництва і розвитку (ОЕСР), що, в основному, фінансується ЄС.
У 1992 році ОЕСР та Програма PHARE Європейської Комісії започаткували ініціативу Phare для підтримки п'яти Центрально- та Східноєвропейських держав у проведенні ними реформи державного управління. З того часу Sígma розширила свою підтримку на інші країни.
Діяльність Sígma в Україні фінансується в межах окремих грантів від Швеції (SIDA) та Великої Британії (DFID).
Підтримка Sígma містить:
- оцінку прогресу реформ і визначення пріоритетів;
- оцінку процесу створення інституцій та правових рамок;
- схему полегшення отримання допомоги від ЄС та інших донорів;
- допомогу у розробці проектів та впровадженні Планів дій.